# Parectromoides
Parectromoides is een geslacht van vliesvleugeligen uit de familie Encyrtidae. De wetenschappelijke naam van dit geslacht is voor het eerst geldig gepubliceerd in 1915 door Girault.

## Soorten
Het geslacht Parectromoides omvat de volgende soorten:
- Parectromoides magniscutellum Girault, 1915
- Parectromoides varipes (Girault, 1915)